# Ташлыксу
Ташлыксу (также Ташлык-Су, Джаныкбет-Узень, Камышлык-су; укр. Ташликсу, крымскотат. Taşlıq Suv, Ташлыкъ Сув) — маловодная река (балка) в Крыму, на территории Белогорского района, правый приток реки Кучук-Карасу. Длина водотока 5,8 километра, площадь водосборного бассейна 20,6 км².

## География
Исток Ташлыксу находится юго-западнее села Родники, течёт общим направлением на северо-запад. Родники, питающие речку, маловодны, долина достаточно пологая, местами заболоченная, поскольку покрыта аллювиальными и делювиальными отложениями на глинистой основе.
У реки, согласно справочнику «Поверхностные водные объекты Крыма», 1 безымянный приток, расход воды в устье на начало XX века Николай Рухлов определял в 123000 вёдер в сутки, водоохранная зона Джаныкбет-Узеня установлена в 50 м. Река впадает в Кучук-Карасу в 29 километрах от устья, по книге Рухлова — под деревней Бахчи-Эли, как и на верстовой карте 1890 года и военно-топографической 2002 года. На самых современных картах руслом считается оросительный канал, проведённый до южной окраины села Лечебное.